# Corsa in montagna
La corsa in montagna è una specialità sia maschile che femminile dell'atletica leggera che si svolge in ambiente montano, a quote relativamente moderate che raramente superano i 2 000 metri di quota.

## Caratteristiche
A causa della variabilità delle condizioni dei percorsi di corsa in montagna, ogni gara ha le sue naturali e distinte caratteristiche di terreno. Le gare si svolgono su terreni prevalentemente fuori strada, lungo sentieri che attraversano prati e zone boscose, strutturati in modo da consentire l'azione della corsa durante l'intero tracciato o su gran parte dello stesso, che può essere articolato anche su più giri.
Devono essere compresi tratti consistenti di salita, o di salita e discesa, eventualmente anche con brevi tratti di strada asfaltata che però non possono superare il 20% della lunghezza complessiva. La pendenza media deve essere compresa tra il 5 e il 20% e il punto più alto del percorso non deve superare i 3000 metri di quota.
Come nel caso di altre specialità podistiche (per esempio la corsa campestre, la corsa su strada, ecc.), anche la corsa in montagna fa parte del calendario sportivo della World Athletics, la federazione internazionale di atletica leggera. I campionati mondiali ed europei si svolgono a cadenza annua e ad alternanza viene proposto un percorso di sola salita mentre l'anno successivo viene proposta la formula del percorso up and down, ossia il percorso sali-scendi, su un giro unico o su un circuito da ripetere più volte.
Il 7 agosto 2013 il Consiglio della World Athletics ha approvato una serie di modifiche al Regolamento Tecnico Internazionale che, tra le altre cose, ha visto l'inserimento di regole che disciplinano il in maniera ampia la corsa in montagna.

## Competizioni
Esistono differenti tipologie di corsa in montagna, la più diffusa delle quali è la corsa in montagna classica, che prevede sia tracciati di sola salita sia tracciati di salita e discesa. Per questa tipologia la distanza consigliata durante le manifestazioni istituzionali (nazionali e internazionali) da regolamento per la categoria seniores è di circa 10–12 km sia per gli uomini che per le donne. Per la categoria under 20 le distanze scendono a 5–6 km, mentre gli under 18 hanno da percorrere distanze pari a 4-5  km.
Le altre tipologie di corsa in montagna sono la corsa in montagna di lunga distanza, che prevede una distanza compresa tra i 15 e i 42,195 km ed un'altitudine massima di 4000 m s.l.m., la corsa in montagna a staffetta, la corsa in montagna a cronometro e il chilometro verticale.
Il principale motivo di squalifica in una gara di corsa in montagna è l'abbandono da parte di un atleta del tracciato di gara al fine di accorciare la distanza da percorrere.

### Mondiali
A livello mondiale vengono distribuiti titoli ufficiali nelle seguenti competizioni:
- Campionati del mondo di corsa in montagna[2] (sola salita, salita e discesa, ad alternanza)
- Campionati del mondo di corsa in montagna lunghe distanze[3]
- Coppa del mondo di corsa in montagna[4]
- Campionati del mondo di corsa in montagna "short", titolo attribuito solo dal 1985 al 1992[2]

Altre associazioni secondarie come la International Skyrunning Federation, distribuiscono pure dei titoli mondiali nelle seguenti discipline:
- Sky Classic
- Sky Extra
- Vertical Kilometer[6]

### Europei
A livello europeo vengono distribuiti titoli ufficiali nelle seguenti competizioni:
- Campionati europei di corsa in montagna[7] (sola salita, salita e discesa, ad alternanza)
- Coppa Europa di corsa in montagna

### Categorie ufficiali
Le categorie ufficiali previste per i mondiali e gli europei sono cinque:
- M (seniores maschile, a partire dai 20 anni)
- W (seniores femminile, a partire dai 20 anni)
- U20M (under 20 maschile, 19 anni e più giovani)
- U20W (under 20 femminile, 19 anni e più giovane)
- Team (per ognuna delle categorie sopra elencate viene stilata una classifica per nazioni)

## Storia

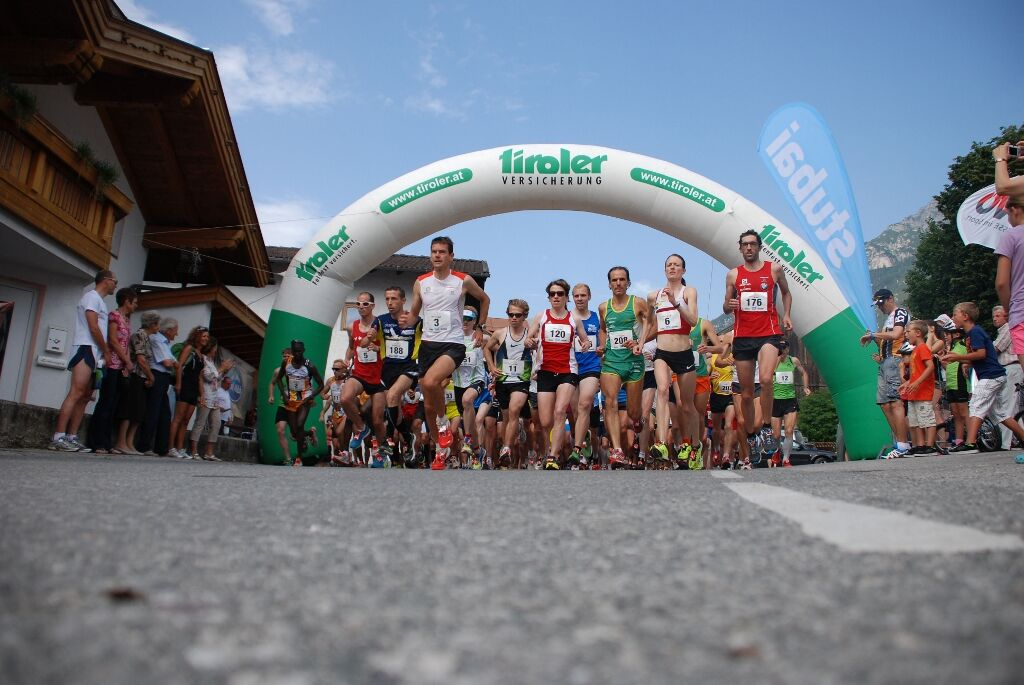
Schlickeralmlauf a Telfes

La corsa in montagna affonda le sue radici storiche all'inizio del XX secolo pur con una connotazione più vicina alla marcia in montagna e principalmente in formula a staffetta, con almeno due o tre frazionisti per ogni squadra. Attualmente non c'è una definizione precisa per il termine "corsa in montagna", varia molto a dipendenza su quale terreno viene svolta la competizione (collinare, montuoso, alpino, di sola salita, di salita e discesa o di un percorso ondulato).
Per anni c'è sempre stata una discussione contrastante tra coloro che privilegiavano i percorsi di sola salita (Svizzera, Austria e Germania) a quelli che preferivano i percorsi sali-scendi (Italia e Regno Unito). A questo proposito la WMRA (World Mountain Running Association) ha creato un compromesso per gli europei e i mondiali. Si corre infatti ad anni alterni, un anno percorso di sola salita, l'anno successivo percorso di salita e discesa.
Nel 1981 è stato organizzato il primo incontro internazionale a Leffe, nel bergamasco, esperienza che è stata ripetuta negli anni seguenti nelle località di Peia (1982), San Giovanni Ilarione (1983) e Zogno (1984).
Alla prima edizione dei mondiali, nel 1985, parteciparono esclusivamente nazioni europee malgrado si trattasse di un campionato mondiale. La cosa cambiò l'anno seguente quando parteciparono quattro atleti del Marocco e uno dell'Algeria. I paesi dell'Europa orientale rimasero assenti dai mondiali ad eccezione dell'Ungheria che inviò un atleta ai mondiali del 1989. Alla fine della guerra fredda parteciparono per la prima volta nel 1990 atleti provenienti dalla Germania (unificata), Unione Sovietica, Cecoslovacchia, Polonia e Bulgaria. Fino al 2008 gli atleti provenienti da Inghilterra, Irlanda del Nord, Scozia e Galles parteciparono come nazioni singole, a partire dal 2009 partecipano tutti assieme come Regno Unito.
Gli atleti africani hanno fatto la loro apparizione soltanto a partire dal 2006 in poi.

### Mondiali
Nel 1985 ha avuto luogo la prima edizione dei Campionati del mondo di corsa in montagna (World Mountain Running Trophy) a San Vigilio, sulle Dolomiti altoatesine, dove l'Italia è stata capace di conquistare sei titoli iridati tra successi individuali e di squadra, assumendo un ruolo di primissimo piano che ha continuato a recitare nelle seguenti edizioni.
Fino al 1998 il mondiale si svolse solo su suolo europeo ad eccezione dell'edizione numero 14 che si svolse nel dipartimento d'oltremare francese di La Réunion, nell'oceano Indiano. Nel 1999 prima ed unica edizione in territorio asiatico presso il Parco di Kinabalu in Malaysia. Nel 2003 è l'America del Nord con l'Alaska ad ospitare i campionati, edizione che verrà ricordata perché corsa in mezzo alla neve. L'edizione del 2005 è quella più distante dal centro Europa, si è corso infatti a Wellington in Nuova Zelanda. L'unica località ad aver ospitato due edizioni dei mondiali è Telfes im Stubai nel 1990 e nel 1996.
Nel 2009 la competizione ha assunto l'attuale denominazione di campionato del mondo di corsa in montagna (World Mountain Running Championship).

### Europei
Nel 1995 si sono svolti anche i primi Campionati europei di corsa in montagna (European Mountain Running Trophy) a Valleraugue (Francia). Fino al 2006 la competizione era riservata solo alle categorie maschili e femminili. A partire dal 2007 sono state introdotte anche le categorie under 20 maschile e femminile.

## Atleti più rappresentativi

### Mondiali
Tra gli uomini due nomi su tutti: il neozelandese Jonathan Wyatt, con ben sei titoli all'attivo e l'italiano Marco De Gasperi con 5 titoli più uno da under 20.
Tra le donne domina l'Austria, Andrea Mayr vanta sei titoli e un argento mentre la compagna Gudrun Pflüger ne ha quattro più un secondo posto. Anche la transalpina Isabelle Guillot merita di essere citata con tre titoli e tre argenti.
Tra gli uomini under 20 l'unico ad aver centrato una doppietta è l'italiano Stefano Scaini, cosa molto difficile in questa categoria fino ai 19 anni. L'austriaco Florian Heinzle ha avuto parecchia sfortuna trovando sempre qualcuno che lo precedeva di poco, è arrivato per ben tre volte secondo. Stesso discorso per il messicano Juan Carlos Carera, una volta secondo e due volte terzo.
Nella categoria under 20 femminile quattro atlete hanno centrato la doppietta: l'austriaca Cornelia Heinzle (sorella di Florian Heinzle), la russa Yulia Mochalova, la turca Yasemin Can e l'ugandese Risper Chebet.
A livello di nazionale l'Italia domina il medagliere. Tra le nazioni alpine segue l'Austria. Nazioni come Uganda, Turchia ed Eritrea, malgrado non abbiano mai partecipato prima del 2000 ai mondiali, stanno facendo man bassa di medaglie.

### Europei
Tra gli uomini è il turco Ahmet Arslan quello che ha vinto più titoli di tutti, sei volte ripetutamente tra il 2007 e il 2012. Gli italiani Antonio Molinari e Bernard Dematteis vantano ognuno tre successi. Tra le donne Andrea Mayr vanta quattro titoli e un argento.
Tra gli under 20 l'unico uomo ad aver centrato una doppietta negli anni 2017-2018 è il rumeno Gabriel Bularda; stesso discorso per la connazionale Denisa Dragomir, doppietta nel 2010-2011 nella categoria under 20 femminile.
A livello di nazionale l'Italia domina il medagliere, seguita da Turchia e Regno Unito.